# López Portillo Número 2
López Portillo Número 2 är en ort i Mexiko.   Den ligger i kommunen Champotón och delstaten Campeche, i den östra delen av landet, 900 km öster om huvudstaden Mexico City. López Portillo Número 2 ligger 21 meter över havet och antalet invånare är 102.
Terrängen runt López Portillo Número 2 är platt. Runt López Portillo Número 2 är det glesbefolkat, med 11 invånare per kvadratkilometer. Närmaste större samhälle är Kikab, 7,5 km nordost om López Portillo Número 2. Omgivningarna runt López Portillo Número 2 är en mosaik av jordbruksmark och naturlig växtlighet.